# Карлсхамн
Карлсхамн (на шведски: Karlshamn) е град в Южна Швеция, лен Блекинге. Главен административен център на едноименната община Карлсхамн. Разположен е около устието на река Миеон на брега на Балтийско море. Намира се на около 380 km на югозапад от столицата Стокхолм. Получава статут на град през 1664 г. Има пристанище, жп възел. Населението на града е 19 075 жители според данни от преброяването през 2010 г.